# Record d'Europe de natation dames du 200 mètres dos
Progression du record d'Europe de natation sportive dames pour l'épreuve du 200 mètres dos en bassin de 50 et 25 mètres.

## Bassin de 50 mètres
| Temps             | Athlète               | Naissance | Âge | Nationalité          | Compétition                       | Lieu        | Date               |
| ----------------- | --------------------- | --------- | --- | -------------------- | --------------------------------- | ----------- | ------------------ |
| 2 min 59 s 2      | Marie Braun           |           |     | Pays-Bas             |                                   | Bruxelles   | 24 novembre 1928   |
| 2 min 50 s 4      | Phyllis Harding       |           |     | Royaume-Uni          |                                   | Wallasey    | 19 septembre 1932  |
| 2 min 49 s 6      | Rie Mastenbroek       |           |     | Pays-Bas             |                                   | Amsterdam   | 20 janvier 1935    |
| 2 min 44 s 6      | Dina Senff            |           |     | Pays-Bas             |                                   | Amsterdam   | 2 février 1937     |
| 2 min 41 s 3      | Ragnhild Hveger       |           |     | Danemark             |                                   | Aarhus      | 14 février 1937    |
| 2 min 41 s 0      | Cor Kint              |           |     | Pays-Bas             |                                   | Aarhus      | 17 avril 1938      |
| 2 min 40 s 6      | Iet van Feggelen      |           |     | Pays-Bas             |                                   | Düsseldorf  | 26 octobre 1936    |
| 2 min 39 s 0      | Iet van Feggelen      |           |     | Pays-Bas             |                                   | Amsterdam   | 18 décembre 1938   |
| 2 min 38 s 8      | Cor Kint              |           |     | Pays-Bas             |                                   | Rotterdam   | 29 novembre 1939   |
| 2 min 35 s 3      | Geertje Wielema       |           |     | Pays-Bas             |                                   | Hilversum   | 2 avril 1950       |
| Nouveau règlement |                       |           |     |                      |                                   |             |                    |
| 2 min 38 s 5 (y)  | Lenie de Nijs         |           |     | Pays-Bas             |                                   | Blackpool   | 17 mai 1957        |
| 2 min 37 s 5      | Rini Dobber           |           |     | Pays-Bas             |                                   | Leipzig     | 17 mai 1959        |
| 2 min 36 s 2      | Rini Dobber           |           |     | Pays-Bas             |                                   | Leipzig     | 12 juin 1960       |
| 2 min 35 s 6      | Rose-Marie Piacentini |           |     | France               |                                   | Paris       | 2 août 1961        |
| 2 min 35 s 6      | Corrie Winkel         |           |     | Pays-Bas             |                                   | Zwolle      | 20 août 1961       |
| 2 min 34 s 5      | Rose-Marie Piacentini |           |     | France               |                                   | Monaco      | 4 septembre 1961   |
| 2 min 33 s 9      | Rose-Marie Piacentini |           |     | France               |                                   | Monaco      | 13 septembre 1961  |
| 2 min 33 s 8      | Ingrid Schmidt        |           |     | Allemagne de l'Est   |                                   | Berlin-Est  | 15 août 1962       |
| 2 min 33 s 5      | Christine Caron       | 1948      | 15  | France               |                                   | Paris       | 13 juillet 1963    |
| 2 min 32 s 3      | Corrie Winkel         |           |     | Pays-Bas             |                                   | Soestduinen | 1er septembre 1963 |
| 2 min 29 s 6      | Christine Caron       | 1948      | 16  | France               |                                   | Paris       | 18 juillet 1964    |
| 2 min 28 s 8      | Christine Caron       | 1948      | 17  | France               |                                   | Paris       | 10 juillet 1965    |
| 2 min 27 s 9      | Christine Caron       | 1948      | 18  | France               |                                   | Paris       | 16 juin 1966       |
| 2 min 27 s 9      | Bénédicte Duprez      |           |     | France               |                                   | Vichy       | 24 août 1968       |
| 2 min 27 s 6      | Andrea Gyarmati       |           |     | Hongrie              |                                   | Kecskemét   | 4 avril 1970       |
| 2 min 27 s 1      | Angelika Kraus        |           |     | Allemagne de l'Ouest |                                   | Würselen    | 6 août 1970        |
| 2 min 26 s 9      | Andrea Gyarmati       |           |     | Hongrie              |                                   | Budapest    | 22 août 1970       |
| 2 min 26 s 2      | Wendy Burrell         |           |     | Royaume-Uni          |                                   | Barcelone   | 9 septembre 1970   |
| 2 min 25 s 5      | Andrea Gyarmati       |           |     | Hongrie              |                                   | Barcelone   | 10 septembre 1970  |
| 2 min 25 s 1      | Andrea Gyarmati       |           |     | Hongrie              |                                   | Budapest    | 29 mai 1971        |
| 2 min 24 s 4      | Andrea Gyarmati       |           |     | Hongrie              |                                   | Bratislava  | 29 août 1971       |
| 2 min 24 s 3      | Annemarie Groen       |           |     | Pays-Bas             |                                   | Hanovre     | 19 avril 1972      |
| 2 min 24 s 3      | Andrea Gyarmati       |           |     | Hongrie              |                                   | Hanovre     | 19 avril 1972      |
| 2 min 23 s 70     | Enith Brigitha        |           |     | Pays-Bas             |                                   | Munich      | 4 septembre 1972   |
| 2 min 23 s 44     | Christine Herbst      |           |     | Allemagne de l'Est   |                                   | Munich      | 4 septembre 1972   |
| 2 min 23 s 35     | Annegret Kober        |           |     | Allemagne de l'Ouest |                                   | Munich      | 4 septembre 1972   |
| 2 min 22 s 34     | Andrea Eife           |           |     | Allemagne de l'Est   |                                   | Berlin-Est  | 11 juillet 1973    |
| 2 min 21 s 66     | Andrea Gyarmati       |           |     | Hongrie              |                                   | Utrecht     | 19 août 1973       |
| 2 min 21 s 13     | Ulrike Tauber         |           |     | Allemagne de l'Est   |                                   | Magdebourg  | 14 mars 1974       |
| 2 min 20 s 27     | Enith Brigitha        |           |     | Pays-Bas             |                                   | Coventry    | 26 avril 1974      |
| 2 min 18 s 41     | Ulrike Richter        | 1959      | 15  | Allemagne de l'Est   |                                   | Rostock     | 7 juillet 1974     |
| 2 min 17 s 35     | Ulrike Richter        | 1959      | 15  | Allemagne de l'Est   | Championnats d'Europe             | Vienne      | 25 août 1974       |
| 2 min 16 s 10     | Birgit Treiber        | 1960      | 15  | Allemagne de l'Est   |                                   | Wittemberg  | 6 juin 1975        |
| 2 min 15 s 46     | Birgit Treiber        | 1960      | 15  | Allemagne de l'Est   | Championnats du monde             | Cali        | 25 juillet 1975    |
| 2 min 14 s 41     | Antje Stille          |           |     | Allemagne de l'Est   |                                   | Berlin-Est  | 29 février 1976    |
| 2 min 13 s 50     | Antje Stille          |           |     | Allemagne de l'Est   | URSS Duel                         | Tallinn     | 13 mars 1976       |
| 2 min 12 s 47     | Birgit Treiber        | 1960      | 16  | Allemagne de l'Est   | Championnats d'Allemagne de l'Est | Berlin-Est  | 4 juin 1976        |
| 2 min 11 s 77     | Rica Reinisch         |           |     | Allemagne de l'Est   | Jeux Olympiques                   | Moscou      | 27 juillet 1980    |
| 2 min 09 s 91     | Cornelia Sirch        | 1966      | 16  | Allemagne de l'Est   | Championnats du monde             | Guayaquil   | 7 août 1982        |
| 2 min 09 s 29     | Krisztina Egerszegi   | 1974      | 14  | Hongrie              | Jeux Olympiques                   | Séoul       | 25 septembre 1988  |
| 2 min 09 s 15     | Krisztina Egerszegi   | 1974      | 17  | Hongrie              | Championnats du monde             | Perth       | 13 janvier 1991    |
| Nouveau règlement |                       |           |     |                      |                                   |             |                    |
| 2 min 08 s 74     | Krisztina Egerszegi   | 1974      | 14  | Hongrie              | Championnats d'Europe (s)         | Athènes     | 25 août 1991       |
| 2 min 06 s 62     | Krisztina Egerszegi   | 1974      | 17  | Hongrie              | Championnats d'Europe (f)         | Athènes     | 25 août 1991       |
| 2 min 04 s 94     | Anastasia Zueva       | 1990      | 19  | Russie               | Championnats du monde (f)         | Rome        | 1er août 2009      |

## Bassin de 25 mètres
| Temps            | Athlète             | Naissance | Âge | Nationalité        | Compétition                         | Lieu          | Date             |
| ---------------- | ------------------- | --------- | --- | ------------------ | ----------------------------------- | ------------- | ---------------- |
| 2 min 11 s 50    | Birgit Treiber      |           |     | Allemagne de l'Est |                                     | Brême         | 7 mars 1976      |
| -----            |                     |           |     |                    |                                     |               |                  |
| 2 min 07 s 74    | Cornelia Sirch      | 1966      | 17  | Allemagne de l'Est |                                     |               | 1983             |
| -----            |                     |           |     |                    |                                     |               |                  |
| Record officiel  |                     |           |     |                    |                                     |               |                  |
| 2 min 07 s 30    | Lorenza Vigarani    | 1969      | 25  | Italie             |                                     | Paris         | 26 mars 1994     |
| 2 min 06 s 98    | Krisztina Egerszegi | 1974      | 21  | Hongrie            | Coupe du monde                      | Gelsenkirchen | 18 février 1995  |
| 2 min 04 s 44    | Sarah Price         | 1979      | 22  | Royaume-Uni        | Championnats d'Australie (finale B) | Perth         | 6 août 2001      |
| 2 min 04 s 23    | Antje Buschschulte  | 1978      | 25  | Allemagne          | Championnats d'Europe (f)           | Dublin        | 14 décembre 2003 |
| 2 min 04 s 08    | Esther Baron        | 1987      | 19  | France             | Championnats d'Europe (f)           | Helsinki      | 10 décembre 2006 |
| 2 min 02 s 60    | Elizabeth Simmonds  | 1991      | 17  | Royaume-Uni        | Championnats du monde (f)           | Manchester    | 11 avril 2008    |
| 2 min 02 s 36    | Alexandra Putra     | 1986      | 22  | France             | Championnats d'Europe (s)           | Rijeka        | 14 décembre 2008 |
| 2 min 02 s 01    | Elizabeth Simmonds  | 1991      | 18  | Royaume-Uni        | Coupe du monde (f)                  | Stockholm     | 10 novembre 2009 |
| 2 min 01 s 48    | Elizabeth Simmonds  | 1991      | 18  | Royaume-Uni        | Coupe du monde (f)                  | Singapour     | 21 novembre 2009 |
| 2 min 00 s 91    | Elizabeth Simmonds  | 1991      | 18  | Royaume-Uni        | Duel in the pool                    | Manchester    | 18 décembre 2009 |
| 2 min 00 s 83    | Elizabeth Simmonds  | 1991      | 20  | Royaume-Uni        |                                     | Atlanta       | 2011             |
| 2 min 00 s 81    | Daryna Zevina       | 1994      | 18  | Ukraine            | Coupe du monde (f)                  | Berlin        | 10 août 2013     |
| 1 min 59 s 23 RM | Katinka Hosszú      | 1989      | 25  | Hongrie            | Championnats du monde (f)           | Doha          | 5 décembre 2014  |